# Masherbrum
El Masherbrum (también conocido como K1) es la vigésima cuarta montaña más alta del mundo, y la undécima de Pakistán.
Es el pico más alto de las montañas Masherbrum (Masherbrum Mountains), una subcordillera del Karakórum. Es una montaña prominente e impactante, quizás descuidada por la cercanía en la zona de cuatro de los catorce ochomiles del mundo: K2, Gasherbrum I, Broad Peak y Gasherbrum II.
El significado del nombre no está claro. Puede provenir de mashadar (mosquetón) y brum (montaña), por su parecido de la doble cima con un mosquetón antiguo. Puede, también, provenir de masha (reina o señorita), resultando en "reina de los picos". También se han sugerido otros significados.[cita requerida]

## Localización
Masherbrum se encuentra en el lado sur del Glaciar Baltoro, en el corazón del Karakórum central. El glaciar es la ruta más común utilizada para acceder a los ochomiles del área, y muchos senderistas viajan para recorrer el Baltoro. Masherbrum se encuentra, también, en la parte norte del Valle Hushe, que sirve como aproximación al pico desde el sur.

## Historia
En 1856, Thomas George Montgomerie, un ingeniero real británico, realizando trabajos topográficas y de exploración, se dio cuenta de su gran altura y la llamó "K1" (pico 1 del Karakórum). Los locales lo denominan Masherbrum.
Masherbrum fue explorado en 1911 por el intrépido doctor William H. Workman y su mujer, Fanny Bullock Workman. Se intentó su ascensión en 1938 desde el sur. El intento fracasó, pero se quedó a pocos metros de la cima. 
Después de otras dos expediciones sin éxito, en 1955 y 1957, el Masherbrum fue ascendido en 1960 por George Irving Bell y Willi Unsoeld, parte de una expedición conjunta Estados Unidos-Pakistán, dirigida por Nick Clinch. Consiguieron escalar la vía de la cara sureste, que había sido subestimada por las expediciones anteriores.
La lista Himalayan Index incluye tres ascensiones más y otras seis fallidas. Las ascensiones incluyen dos nuevas vías: la cara noroeste y la arista noroeste/cara norte.